# Archepsilonema poicilocrium
Archepsilonema poicilocrium är en rundmaskart som beskrevs av Steiner 1931. Archepsilonema poicilocrium ingår i släktet Archepsilonema och familjen Epsilonematidae. Inga underarter finns listade i Catalogue of Life.